# Kamil Khanlarov
 (janvier 2024).
Kamil Khanlarov (en azéri:Kamil Əlabbas oğlu Xanlarov; né le 15 juin 1915, à Bakou et mort en 1996, à Bakou) est un peintre soviétique et azéri, Artiste du peuple de la République d'Azerbaïdjan (1992).

## Biographie
Il étudie au Collège d'art d'État d'Azerbaïdjan Azim Azimzade en 1931-1935. L’un de ses professeurs est Salam Salamzade. À cette époque, le déclenchement de la Seconde Guerre mondiale empêche l'accès de Khanlarov à l'enseignement supérieur. Cependant, l’artiste améliore sa capacité créative et ses compétences en peinture grâce à des observations et à des activités créatives. Kamil Khanlarov montre une activité créative dans divers genres de peinture de chevalet, ainsi que dans le domaine de la peinture de décors de théâtre. En 1939, il devient membre de l'Union des peintres d'Azerbaïdjan.
Des expositions individuelles des œuvres de l'artiste sont organisées à plusieurs reprises à Bakou en 1961, 1966, 1985, 1995, 2010). Kamil Khanlarov travaille également pendant longtemps comme pédagogue au Collège technique d'art d'État Azim Azimzade, de 1938 à 1985.

## Œuvre
Kamil Khanlarov préfère le genre du paysage dans son travail. Il effectue des missions créatives au Nakhitchevan, Ordoubad, Djoulfa, Charur, Karabakh, Chucha, Zaqatala, Astara pour créer des peintures naturelles fascinantes. Des exemples de telles œuvres de l'artiste sont les montagnes Zagatala (1946), Astara (1955), la montagne Talych (1956), les environs de Chucha (1957), Chucha (1964), Sur la rive d'Araz (1965), Vallée de Norashen (1968), à la frontière sud (1972), vue de Murovdag (1972), sur la côte de Djulfa Araz (1973), lac Djeyranbatan (1987).
"L'hiver à Ordubad" est le seul tableau représentant une scène hivernale dans l'œuvre de l'artiste. Des émotions humanistes constituent la base de ses peintures, reflètant principalement le bonheur et le romantisme du travail.
La nature morte orientale a un poids particulier dans l'œuvre de l'artiste. Les transitions jaune, rouge, turquoise et bleu augmentent la beauté de l'œuvre.
Kamil Khanlarov était en mission créative en Tchécoslovaquie en 1961 et parmi les peintures consacrées à la Tchécoslovaquie, on peut citer les œuvres de la rue de Prague, de la place Karlovy Vary, de la rue Dorée, de la tour de Prague et du monument Jan Hus.
Les œuvres de Kamil Khanlarov sont exposées dans nos expositions en Autriche, Hongrie, Roumanie, Allemagne, Égypte, Irak, Canada, Syrie, Norvège, France, Finlande, Japon, Iran, Afghanistan, Turquie et Pologne. L'artiste dessine également des vêtements pour hommes dans le film Villageois, a été le créateur de costumes pour le film Fatali Khan.